# Resolució 1199 del Consell de Seguretat de les Nacions Unides
La Resolució 1199 del Consell de Seguretat de les Nacions Unides, fou adoptada el 23 de setembre de 1998. Després de recordar la Resolució 1160 (1998), el Consell va exigir que les parts albanesa i iugoslava a Kosovo acabessin amb les hostilitats i observessin un alto el foc.

## Antecedents
El Consell de Seguretat es va reunir per debatre sobre els combats a Kosovo i, en particular, l'ús indiscriminat de la força de les forces de seguretat de Sèrbia i l'exèrcit iugoslau, que van donar lloc al desplaçament de 230.000 persones segons el secretari general Kofi Annan. Els refugiats havien fugit cap al nord d'Albània, Bòsnia i Hercegovina i altres països europeus i l'Alt Comissionat de les Nacions Unides per als Refugiats (ACNUR) havien estimat que 50.000 estaven sense serveis bàsics. Va reafirmar el dret de tots els refugiats a tornar i va assenyalar que hi havia una catàstrofe humanitària desplegada a Kosovo i violacions dels drets humans i del dret internacional humanitari. Al mateix temps foren condemnats els actes de violència per part de qualsevol part i els actes de terrorisme per assolir nous objectius, i el Consell va reafirmar que l'estatut de Kosovo hauria d'incloure l'autonomia i l'autoadministració.

## Proposta
Actuant sota el Capítol VII de la Carta de les Nacions Unides, la resolució exigia que totes les parts cessessin les hostilitats i mantinguessin un alto el foc. Tant el govern de la Federació de Iugoslàvia com els dirigents albanesos de Kosovo van instar a prendre mesures immediates per millorar la situació humanitària i iniciar converses per resoldre la crisi. El Consell va exigir llavors que la República Federal de Iugoslàvia havia de:
(a) acabar les accions per part de les forces de seguretat que afectaven a la població civil;
(b) permetre la presència de monitors internacionals i garantir la seva llibertat de moviment;
(c) facilitar el retorn dels refugiats amb l'ACNUR i amb el Comitè Internacional de la Creu Roja i permetre que l'ajuda humanitària arribés a Kosovo;
(d) avançar ràpidament cap a la recerca d'una solució política a la situació a Kosovo.
Va assenyalar un compromís del president serbi Slobodan Milošević per utilitzar mitjans polítics per resoldre el conflicte, evitar accions repressives contra la població civil, garantir la llibertat de moviment de les organitzacions humanitàries internacionals i observadors i garantir el retorn segur dels refugiats. Mentrestant, el lideratge albanès de Kosovo havia de condemnar el terrorisme.
El Consell va acollir amb satisfacció l'establiment de la Missió d'Observació Diplomàtica de Kosovo i va instar els Estats i les organitzacions representades en la República Federal de Iugoslàvia a dur a terme un seguiment continu de la situació a Kosovo. Es va recordar a la República Federal de Iugoslàvia que era responsable de la seguretat del personal humanitari diplomàtic, internacional i no governamental. Es va demanar a ambdues parts que cooperessin amb el Tribunal Penal Internacional per a l'antiga Iugoslàvia (ICTY) per possibles violacions i per la necessitat de portar els responsables del maltractament de civils i la destrucció deliberada de béns a la justícia.
Finalment, es va demanar al secretari general que informés periòdicament al Consell sobre els esdeveniments a la regió i que, si no es complia la resolució actual, es prendrien noves mesures per restablir la pau i la seguretat.

## Votació
La resolució 1199 va ser aprovada per 14 membres del Consell. Xina es va abstenir en la votació, al·legant que el conflicte era un assumpte intern de la República Federal de Iugoslàvia i estava actuant dins dels seus drets.